# Hans Jakob Christoffel von Grimmelshausen
Hans Jakob Christoffel von Grimmelshausen (Gelnhausen, 1621 – Renchen, 17 agosto 1676) è stato uno scrittore tedesco.                       H.J.C von Grimmelshausen è stato il frutto migliore del mondo prosaico barocco secentesco. La sua opera principale L'avventuroso Simplicissimus è indubbiamente un capisaldo della letteratura mondiale, dato che grazie alla maestria del suo autore il fronte letterario tedesco si è aperto al mondo struggente della letteratura picaresca spagnola.

## Biografia

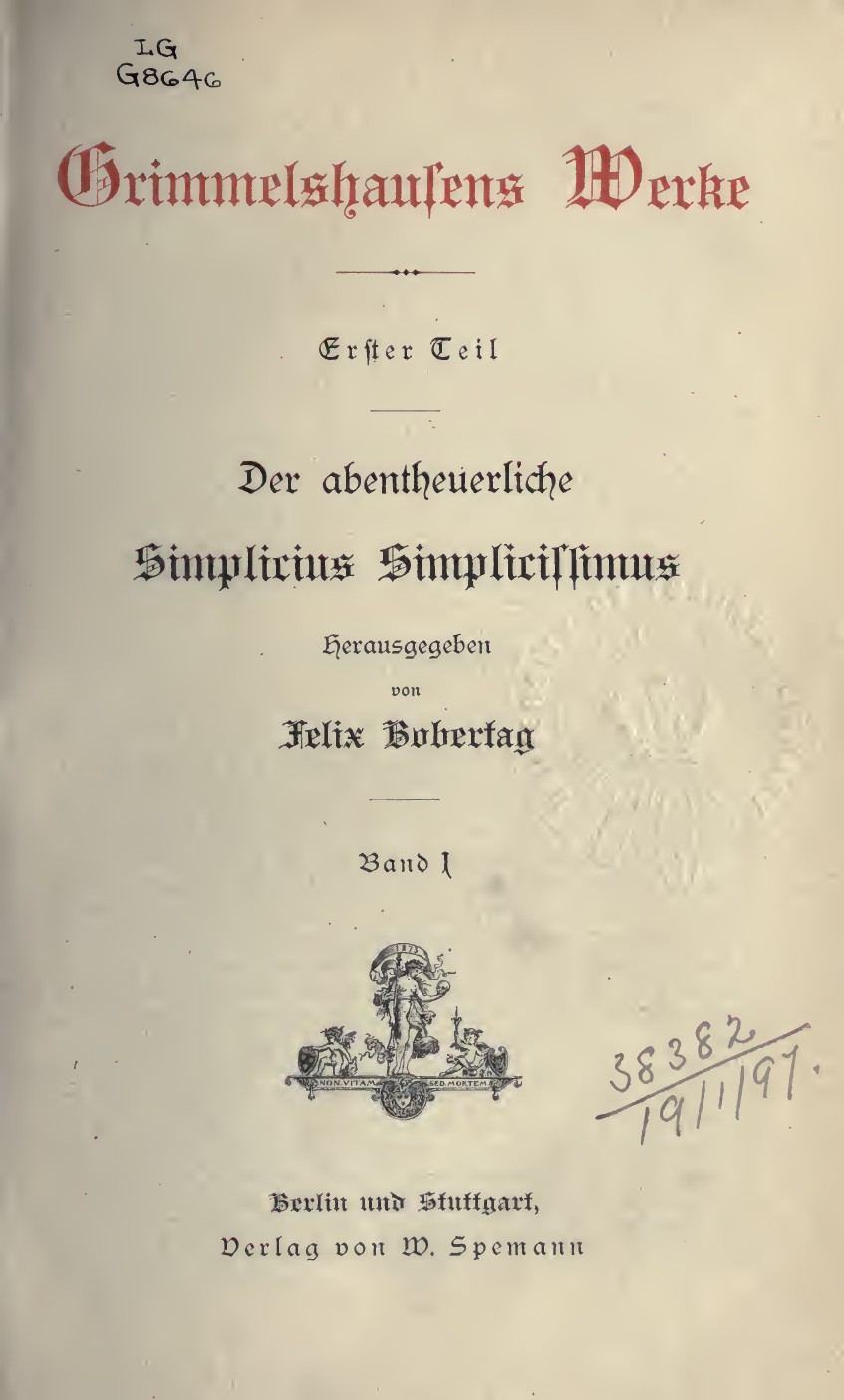
L'avventuroso Simplicissimus (Der abenteuerliche Simplicissimus), vol. 1

La data di nascita di Grimmelshausen è sconosciuta. Alcuni autori avanzano l'ipotesi che sia nato nel 1621, mentre altri, sulla scorta di alcuni dati astrologici presenti nella sua maggiore opera, il Simplicissimus opinano che una data probabile sia il 17 marzo 1622.
Si sa invece che nacque nel villaggio di Gelnhausen, nell'Assia, da una famiglia di nobiltà decaduta originaria della Turingia, nel 1635, nel corso della Guerra dei Trent'anni, è rapito presso Hanau dalle milizie croate al servizio della Spagna, ed arruolato tra le truppe asburgiche, quando è ancora poco più che un quattordicenne.
Intorno al 1638 passa a prestare servizio per il reggimento bavarese, presso Offenburg, e diventa scrivano militare, finché nel 1646, due anni prima della Pace di Vestfalia, abbandona l'esercito.
Nel 1649 si sposa a Offenburg con una donna cattolica e lavora dapprima nel commercio di vino e di cavalli e poi come amministratore per una famiglia di nobili locali fino al 1662, quando si trasferisce a Ullenberg continuando a prestare la stessa attività. Durante questo suo soggiorno sboccia in lui la passione letteraria, grazie alla frequentazione dell'Accademia locale e dell'amicizia con lo scrittore Johann Michael Moscherosch.
Quattro anni dopo riesce a fare pubblicare La storia di Joseph Keuschen, il suo primo romanzo, e nel 1668 viene data alle stampe la prima edizione di L'avventuroso Simplicissimus, ritenuto il suo capolavoro e il 'picaro della guerra dei trent'anni', attraverso il quale alcuni critici letterari hanno identificato una proiezione della vita movimentata dell'autore stesso, e che sarà ripreso in altre quattro ulteriori edizioni.
Negli anni successivi vengono pubblicate le opere minori, i cui protagonisti sono già apparsi nelle avventure di Simplicius.
Nel 1670 esce Vita dell'arcitruffatrice e vagabonda Coraggio (Lebensbeschreibung der Landstörzerin Courasche) - da cui Bertolt Brecht ricaverà il suo Madre Coraggio e i suoi figli.
Nello stesso anno esce anche Lo straordinario Saltincampo (Der seltsame Springinsfeld), mentre la raccolta di racconti Il nido mirabile (Das wunderliche Vogelnest, 1672-75) è la sua l'ultima opera e parla della vita di un lanzichenecco.

## Opere
- Hans Jacob Christoffel : von Grimmelshausen, Abenteuerliche Simplicissimus. 1, Berlin und Stuttgart, W. Spemann, 1882?.
- Hans Jacob Christoffel : von Grimmelshausen, Abenteuerliche Simplicissimus. 2, Berlin und Stuttgart, W. Spemann, 1882?.
- Hans Jacob Christoffel : von Grimmelshausen, Abenteuerliche Simplicissimus. eng, London, Wiliam Heinemann, 1912.

## Edizioni italiane
- L'avventuroso Simplicissimus, traduzione di Angelo Treves, Milano, Monanni, 1928, pp.319.
- L'avventuroso Simplicissimus, a cura di Camilla Conigliani, Collezione I grandi scrittori stranieri n.111, Torino, UTET, 1945, 582 p. (2ª ed. 1958), PP.593.
- L'avventuroso Simplicissimus, traduzione di Ugo Dettore e Bianca Ugo, Milano: Arti grafiche Valsecchi, 1945, pp.370.
- L'avventuroso Simplicissimus, ed. integrale, traduzione di Ugo Dettore e Bianca Ugo, Introduzione di U. Dettore, Biblioteca Moderna nn.374-375, Milano, A. Mondadori, 1954, pp.325+360; poi (Biblioteca, 409) 1982 e 1988 XLVI, 575 p. e (Oscar classici, 233) A. Mondadori, 1992 e 1997 XLVI, 575 p. ISBN 88-04-36037-2
- Vita dell'arcitruffatrice e vagabonda Coraggio, Nota introduttiva e cura di Italo Michele Battafarano, trad. di I.M. Battafarano e  Hildegard Eilert, Collana Centopagine n.48, Torino, Einaudi, 1977; Collana Gli struzzi n.339, Einaudi, 1988-1997, ISBN 978-88-06-60013-6.